# چاتال‌پینار
چاتال‌پینار (به ترکی استانبولی: Çatalpınar) یک منطقهٔ مسکونی در ترکیه است که در استان اردو واقع شده‌است. چاتال‌پینار ۲۲ متر بالاتر از سطح دریا واقع شده‌است.